# Devecser

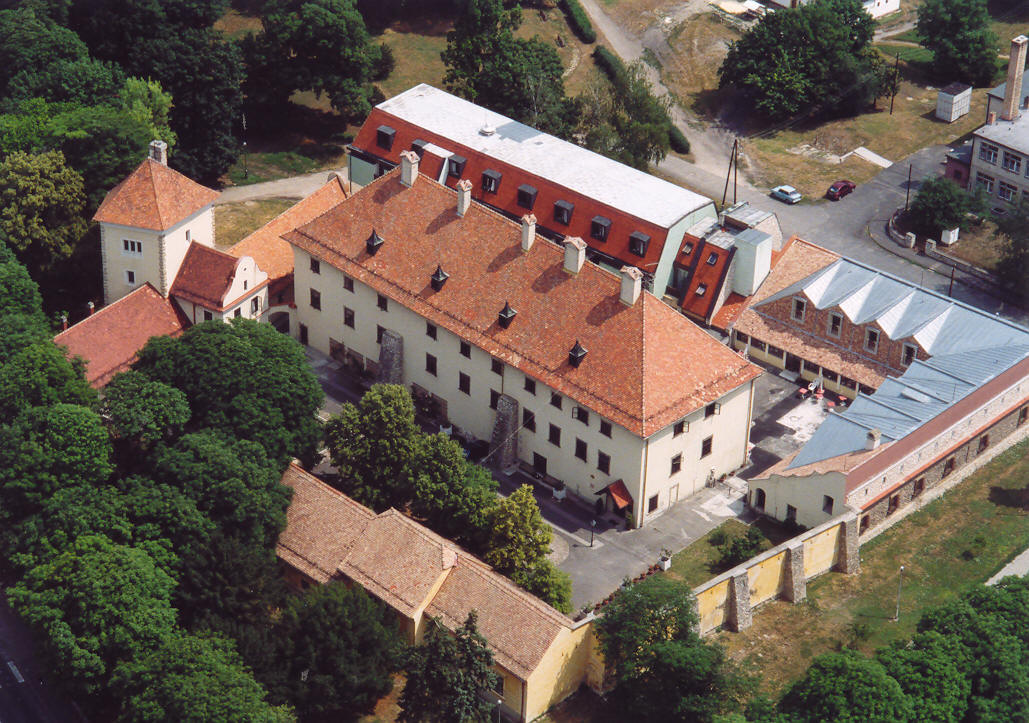
Schloss Esterházy in Devecser

Devecser [ˈdɛvɛtʃɛr] (deutsch selten Dewetscher) ist eine Stadt im Komitat Veszprém in Ungarn.

## Geographie
Devecser liegt in Transdanubien, ca. 35 km nördlich des Plattensees nordwestlich des Bakonygebirges. Im Nordwesten der Stadt befindet sich der charakteristisch geformte Vulkanberg Somló, ein bekanntes ungarisches Weinanbaugebiet.

## Geschichte
In der Nähe der heutigen Stadt Devecser gab es im Mittelalter mindestens fünf kleine Dörfer: Devecser, Kisdevecser, Szék, Meggyes, und Patony. Sie wurden im 12. bis 13. Jahrhundert von Familien besessen, die von den adeligen Vorfahren Pécz stammten. Das Gebiet wurde vom König (Kun) László IV. mit Urkunde vom 22. Juli 1274 dem Sohn von Devecseri Eymich, Devecseri Márton geschenkt, und als Familienname und Dorfname (Devecser) benannt.
1470–1490 wurde ein Schloss von Devecseri Csóron Márton gebaut, vergrößert, und umgebaut.
1488 war Devecser ein Zentrum des ganzen Gebietes.
Am 4. Juni 1508 brach eine Schlägerei zwischen Devecseri Csóron András und aus der Erzdiözese Esztergom kommenden kirchlichen Leuten aus, wonach Bakócz Tamás 13 Jahre lang über das Gebiet regierte, dessen Leute aus Esztergom zusammenschlagen worden sind.
1532 berichtet Devecseri Csóron András, dass die Türken von Werbőczy Imre siebenmal zurückgeschlagen worden sind, als sie gegen Sümeg und Devecser kamen.
Nach den Türken wurde die Burg von Devecser verstärkt und vergrößert.
1584 starb Devecseri Csóron András und mit ihm starb die Familie Devecser im Mannesstamm aus. Seine Tochter und sein Schwiegersohn Nádasdy Kálmán erbten das Vermögen.
1625 übernahm Graf Esterházy I. Miklós die Herrschaft über das Gebiet. Er dachte aber an den weiblichen Zweig der Familie Devecser, und 1626 überließ er ihnen die Burg Somló.
Die Burg von Devecser wird auch Schloss Esterházy genannt.
Vom 5. September 1882 bis 20. Januar 1884 weilte der damalige Hilfslehrer Géza Gárdonyi, ein bekannter ungarischer Schriftsteller, in Devecser. Dort verfasste er seine ersten bekannten Werke. Im Gedenken an ihn ist die Schule von Devecser nach ihm benannt.
Am 4. Oktober 2010 wurde auch Devecser als Teil eines rund 40 Quadratkilometer großen Gebietes von etwa 700.000 Kubikmeter Rotschlamm überflutet, der nach dem Kolontár-Dammbruch ausgetreten war. Mindestens acht Menschen kamen ums Leben, mehr als 100 wurden verletzt.
Am 5. August 2012 fand im Ort eine Demonstration rechtsextremer Gruppen mit etwa 700 Teilnehmern statt, die sich gegen die Minderheit der Roma richtete. Dabei kam es zu Drohungen gegen Roma sowie vereinzelt zu Angriffen auf deren Häuser. Weil die Polizei nicht eingriff, verurteilte der Europäische Gerichtshof für Menschenrechte Ungarn im Jahr 2017 zu einer Schadensersatzzahlung von jeweils 7500 Euro an zwei Kläger.

## Sehenswürdigkeiten
- Schloss Esterházy im Stadtzentrum
- Römisch-katholische Kirche Páduai Szent Antal, erbaut 1759–1762 (Barock)

## Verkehr
Devecser ist ein Verkehrsknotenpunkt. Hier kreuzen sich die Hauptstraße 8 (Szentgotthárd–Székesfehérvár) und die Straße Győr–Pápa–Tapolca. Eine kleinere Straße führt nach Ajka. Außerdem besitzt Devecser einen Bahnhof, durch den die elektrifizierte Eisenbahnstrecke Celldömölk–Budapest führt.

## Persönlichkeiten
Personen mit Beziehung zur Stadt
- Géza Gárdonyi (1863–1922), ungarischer Schriftsteller, arbeitete vom 5. September 1882 bis 20. Januar 1884 als Hilfslehrer in Devecser, und verfasste dort seine ersten bekannten Werke. In Gedenken an ihn ist die Schule von Devecser nach ihm benannt.
- Jenő Balogh (1864–1953), ungarischer Politiker, Jurist und Justizminister
- Zénó Vendler (1921–2004), ungarisch-nordamerikanischer Sprachphilosoph, Linguist und Hochschullehrer.
- Lajos Tar (* 1957), ungarischer Maler, Bildhauer Komponist und Gitarrenvirtuose